# Mariner 8
Mariner 8 (också kallad Mariner-H), en interplanetarisk rymdsond byggd av den amerikanska rymdflygsstyrelsen NASA, var den åttonde i en serie om 12 planerade sonder (sedermera 10 då de två sista sonderna döptes om till Voyager) i Marinerprogrammet.

## Huvuduppdrag
Sonden sköts upp den 9 maj 1971 med planeten Mars som mål. Väl framme skulle sonden inträda i omloppsbana runt planeten och sända tillbaka bilder till jorden. 365 sekunder efter avlyft stängdes lyftfarkosten Atlas/Centaur av och ekipaget återinträdde i jordens atmosfär och störtade sedan i atlanten norr om Puerto Rico.

### Fotnoter
1. ↑  ”NASA Space Science Data Coordinated Archive” (på engelska). NASA. https://nssdc.gsfc.nasa.gov/nmc/spacecraft/display.action?id=MARINH. Läst 24 mars 2020.